# Sulligent
La ville américaine de Sulligent est située dans le comté de Lamar, dans l’État de l’Alabama. Lors du recensement de 2010, sa population s’élevait à 1 927 habitants.

## Démographie
| 1900 | 1910 | 1920  | 1930  | 1940  | 1950  |
| ---- | ---- | ----- | ----- | ----- | ----- |
| 303  | 619  | 1 071 | 1 078 | 1 287 | 1 209 |

| 1960  | 1970  | 1980  | 1990  | 2000  | 2010  |
| ----- | ----- | ----- | ----- | ----- | ----- |
| 1 346 | 1 762 | 2 130 | 1 886 | 2 151 | 1 927 |

## Source
- (en) Cet article est partiellement ou en totalité issu de l’article de Wikipédia en anglais intitulé « Sulligent, Alabama » (voir la liste des auteurs).